# Rånet
Rånet (engelska: Robbery) är en brittisk kuppfilm från 1967 i regi av Peter Yates.
Filmen är baserad på det Stora tågrånet i Storbritannien 1963.

## Roller (urval)
- Stanley Baker – Paul Clifton
- Joanna Pettet – Kate Clifton
- James Booth – kommissarie Langdon
- Frank Finlay – Robinson
- Barry Foster – Frank
- William Marlowe – Dave
- Clinton Greyn – Jack
- George Sewell – Ben
- Michael McStay – Don
- Patrick Jordan – Freddy